# Pyglet
Pyglet — бібліотека мови Python що надає об’єктно орієнтований інтерфейс для створення ігор та інших мультимедійних застосунків. Працює на Microsoft Windows, Mac OS X, та Linux. it Випускається під BSD Licence.
Підтримується віконний та повноекранний режими, а також більше одного монітора. Зображення, відео та звукові файли в різноманітних форматах можуть відтворюватись без додаткових бібліотек, з додатковими можливостями що надаються необов’язковим плагіном AVbin, який використовує пакет Libav щоб надати підтримку аудіоформатів MP3, Ogg/Vorbis, та Windows Media Audio, і відеоформатів на зразок DivX, MPEG-2, H.264, WMV, та XviD.

## Приклад
```
import
 
pyglet

window
 
=
 
pyglet
.
window
.
Window
(
width
=
640
,
 
height
=
480
,
 
caption
=
"Hello World!"
)

pyglet
.
app
.
run
()

```